# Fondazione dei Fasci italiani di combattimento
La fondazione dei Fasci italiani di combattimento avvenne il 23 marzo 1919 in piazza San Sepolcro a Milano.

## Storia

### Il Fascio "primigenio"
Il 2 marzo 1919 apparve su Il Popolo d'Italia un comunicato in cui si indiceva una riunione programmata per il 23 dello stesso mese e le prime adesioni giunsero già il 4 marzo da Genova da parte del Fascio dei Reduci di guerra "Italia Redenta" e del circolo "Pensiero e Azione". In seguito da parte di diverse associazioni combattenti sparse in tutta Italia e circa 500 adesioni a titolo individuale.
Il comunicato fu rinnovato il successivo 9 marzo sul Popolo d'Italia: «Il 23 marzo sarà creato l'"antipartito" sorgeranno cioè i Fasci di combattimento, che faranno fronte contro due pericoli: quello misoneista di destra e quello distruttivo di sinistra».
La sera del 21 marzo 1919, nei locali dell'Associazione Commercianti ed Esercenti in piazza San Sepolcro 9 (palazzo Castani) fu ufficialmente fondato il Fascio di combattimento di Milano, il cosiddetto "Fascio primigenio". Al termine della prima riunione fu formata la Giunta del Fascio di Combattimento milanese composta da: Benito Mussolini, Ferruccio Vecchi, Enzo Ferrari, Michele Bianchi, Mario Giampaoli, Ferruccio Ferradini, e Carlo Meraviglia. Si stabilì inoltre che l'adunata del 23 sarebbe stata presieduta dal capitano degli arditi Ferruccio Vecchi e segretario della giunta esecutiva fu nominato Michele Bianchi.

### L'adunata del 23 marzo 1919
Nei giorni precedenti si susseguirono voci che imputavano alle Guardie Rosse l'intenzione di impedire l'adunata e la sera precedente iniziarono a confluire parte dei convenuti a Milano, quasi tutti ex combattenti, ma il mattino del 23 marzo piazza San Sepolcro fu trovata tranquilla da Giampaoli e Meraviglia che erano appositamente arrivati in anticipo per vagliare la situazione.
La riunione del 23 marzo, inizialmente destinata a svolgersi al Teatro Dal Verme, vista la partecipazione inferiore alle aspettative, si tenne nella sala riunioni del Circolo dell'Alleanza Industriale, presso palazzo Castani in piazza San Sepolcro a Milano, messa a disposizione dal presidente dell'Alleanza Industriale, l'interventista e massone Cesare Goldmann, che aveva già finanziato Il Popolo d'Italia e prese parte al convegno. Il primo a prendere la parola fu Ferruccio Vecchi, che in qualità di presidente dell'assemblea aprì la riunione, seguito dal tenente Enzo Agnelli che porse i saluti del Fascio di Milano fondato appena due giorni prima.

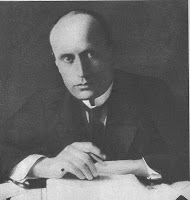
Mussolini nel 1919

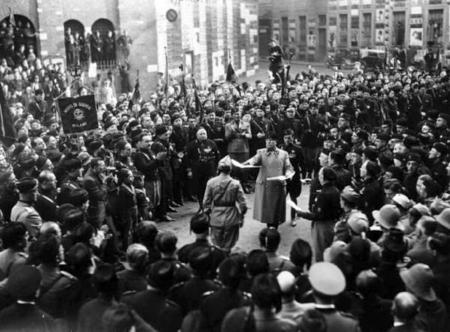
Piazza San Sepolcro, riunione celebrativa di Mussolini con camicie nere, militari e balilla

Il primo intervento programmatico fu di Mussolini, che espose a grandi linee i tre punti fondanti del nuovo movimento, riassunti il giorno seguente dal Il Popolo d'Italia:
II. L'adunata del 23 marzo dichiara di opporsi all'imperialismo degli altri popoli a danno dell'Italia e all'eventuale imperialismo italiano a danno di altri popoli; accetta il postulato supremo della Società delle Nazioni e presuppone l'integrazione di ognuna di esse, integrazione che per quanto riguarda l'Italia deve realizzarsi sulle Alpi e sull'Adriatico colla rivendicazione e annessione di Fiume e della Dalmazia
 
III. L'adunata del 23 marzo impegna i fascisti a sabotare con tutti i mezzi le candidature dei neutralisti di tutti i partiti»
(Da Il Popolo d'Italia del 24 marzo 1919)
Dopo Mussolini intervenne Filippo Tommaso Marinetti che invitò gli intervenuti a contrastare il Partito socialista che accusò di sferrare un assalto alla Nazione (era il periodo del biennio rosso) sfruttando «la necessità di maggior giustizia sociale» delle folle operaie. Seguì un breve intervento di Mario Carli che portò l'adesione di alcuni Fasci futuristi come quello di Roma, Firenze, Perugia e Taranto. Le linee guida di Mussolini, messe ai voti, furono approvate all'unanimità dall'assemblea.
L'assemblea fu sospesa per riprendere i lavori nel pomeriggio. Celso Morisi presentò un ordine del giorno, approvato per acclamazione, a favore degli operai della Dalmine e di Pavia che pur essendo entrati in sciopero e avendo occupato le fabbriche avevano continuato ugualmente a lavorare. Seguirono poi gli interventi di Malusardi e di Giovanni Capodivacca che richiese di «dare un contenuto esatto all'azione fascista» e in particolare di «fare propri i problemi urgenti dell'assistenza ai danneggiati della guerra». L'intervento di Capodivacca provocò ulteriori precisazioni di Mussolini che prese nuovamente la parola gettando le basi del Corporativismo e anticipando la costituzione della Camera dei fasci e delle corporazioni.
(Dal discorso del 23 marzo 1919)
Intervennero numerosi altri convenuti tra cui Luigi Razza e Giovanni Marinelli. Michele Bianchi fece l'unico intervento in parte critico della giornata sottolineando che «Tutto ciò che la società attuale contiene di ostacoli per il mantenimento sociale sarà da eliminarsi. Perfettamente d'accordo. Soltanto che, prima ancora dell'eliminazione, dovremo creare l'organismo, il sistema, l'ingranaggio da mettere al posto di quello di cui intendiamo disfarci».

## Posizioni politiche

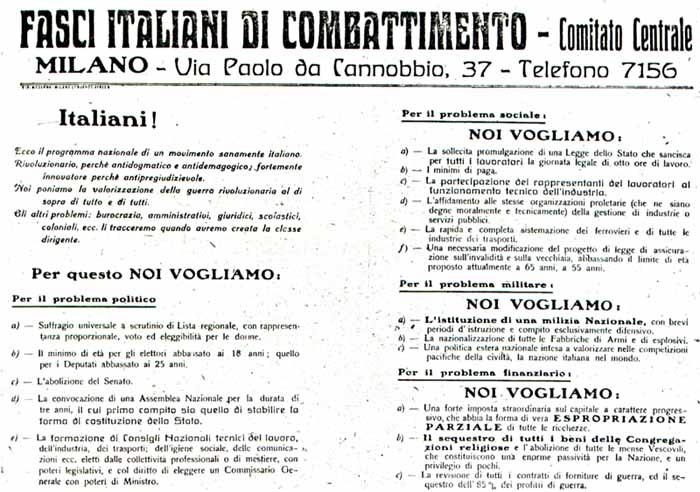
Manifesto dei Fasci italiani di combattimento pubblicato su "Il Popolo d'Italia" del 6 giugno 1919

Fin dai propositi dichiarati da Mussolini si vede l'obiettivo di creare la "terza via" fra i due opposti poli al di sopra delle divergenti opinioni dei partiti, e sviluppandosi nell'ambito delle teorie moderniste sull'Uomo nuovo:
Lo storico Emilio Gentile evidenzia come la stessa espressione "movimento fascista", espressione già utilizzata nel 1915 su Il Popolo d'Italia definisca «un'associazione di tipo nuovo, l'antipartito, formato da spiriti liberi di militanti politici che rifiutavano i vincoli dottrinari e organizzativi di un partito». Il movimento fascista di Mussolini propugnava una rivoluzione nazionale che portasse al governo della nazione una nuova classe dirigente formata principalmente dai reduci della Grande guerra delusi dalla "Vittoria mutilata" presenti in maniera trasversale in tutti i partiti. Accanto a rivendicazioni radicali come il repubblicanesimo, l'antiparlamentarismo e l'anticlericalismo che volevano scavalcare a sinistra il Partito Socialista Italiano, obiettivo immediato dei fasci di combattimento erano le rivendicazioni irredentiste di Fiume e della Dalmazia e la contrapposizione, anche violenta, ai socialisti e in generale al bolscevismo che si erano posti alla guida degli scioperi e delle agitazioni operaie, spesso violente, degli anni 1919-1920, periodo noto come Biennio rosso che toccò buona parte dell'Europa. Contrapposizione che diede vita al fenomeno dello squadrismo.
Destinatari del messaggio fascista furono in primo luogo ricercati nella sinistra, la quale lungi dal voler sovvertire lo Stato, vi portasse le proprie istanze e lo "socializzasse" dall'interno. I Fasci di Combattimento sarebbero serviti a legare alcuni di questi mondi non omogenei come gli interventisti di sinistra, i futuristi, gli ex arditi, i repubblicani e i sindacalisti rivoluzionari. La maggior parte degli Arditi si schierò con il fascismo fin dall'inizio, infatti a presiedere l'assemblea vi era il capitano Ferruccio Vecchi il quale come molti capi fascisti, tra cui Giuseppe Bottai e Mario Carli, proveniva dall'arditismo.
Riferendosi al fascismo delle origini, Renzo De Felice ha ritenuto di poter distinguere tra la politica di Mussolini («ciò che il Fascismo effettivamente fu»), determinata in larga misura, a suo modo di vedere, dalle necessità contingenti di adattamento alle situazioni del momento - e per questo spesso incoerente - e le aspirazioni di buona parte dei fascisti, che sarebbero invece rimasti legati al "sansepolcrismo" («ciò che il Fascismo si era proposto di essere»).
Le posizioni espresse durante la fondazione dei Fasci italiani di combattimento furono poi condensate nel programma di San Sepolcro, pubblicato su Il Popolo d'Italia del 6 giugno 1919.

## Partecipanti

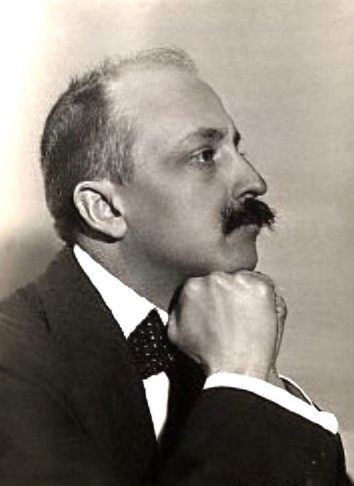
In ricordo dell'adunata del 23 marzo Marinetti scrisse nel 1939 Il poema dei sansepolcristi

Assieme a Mussolini si trovano riunite dalle cento alle trecento persone, tra cui Italo Balbo, Emilio De Bono, Michele Bianchi e Cesare Maria De Vecchi, futuri protagonisti della Marcia su Roma; Manlio Morgagni, futuro presidente-direttore generale dell'Agenzia Stefani e personaggi di diversa formazione ed esperienza culturale e politica i cui i nuclei più compatti erano formati da reduci della Grande Guerra, Arditi e futuristi cui si aggiungevano nazionalisti, sindacalisti rivoluzionari, anarchici e repubblicani. Secondo un rapporto di polizia non furono più di trecento a rispondere all'appello di Mussolini intervenendo di persona all'adunata. Ma in seguito, quando Mussolini divenne capo del Governo, migliaia di persone rivendicarono l'onore di aver partecipato a quella riunione fondativa del fascismo e ottennero, in qualche modo, un riconoscimento ufficiale.. Secondo Mussolini la riunione non colse i successi sperati, d'altronde nei mesi successivi i Fasci, con l'eccezione di Milano, pur avendo aperto sezioni in diverse città non ottennero adesioni massicce e alle elezioni politiche italiane del 1919 subirono una dura sconfitta.
Alcuni tra coloro che parteciparono alla riunione aderirono in seguito all'antifascismo.

### Componenti della giunta esecutiva del Fascio di Milano
- Benito Mussolini
- Ferruccio Vecchi
- Enzo Ferrari, avvocato, ex socialista, componente della giunta esecutiva del Fascio di Milano. Il 6 maggio 1919 diventa membro della prima segreteria nazionale con la responsabilità della propaganda
- Michele Bianchi
- Mario Giampaoli
- Ferruccio Ferradini
- Carlo Meraviglia

### Lista di sansepolcristi
Furono redatti diversi elenchi dei sansepolcristi e alcuni nomi furono cancellati per motivi politici o razziali; in totale si considerano 206 nominativi, compreso Benito Mussolini.
- Enrico Agnelli (1872-1937)
- Francesco Angiolini (1854-1922)
- Leandro Arpinati[31]
- Salvatore Attal (1877-1967)[32]
- Giuseppe Aversa (1879-1924)
- Renato Barabandi (n. 1893)[31]
- Ettore Bartolozzi (1887-1978)[31]
- Cristoforo Baseggio (1869-1959)[33]
- Giosuè Berti (1883-1958)
- Enrico Besana (1854-1924), che di lì a poco entrerà a far parte anche della Commissione amministrativa
- Piero Besozzi (n. 1889)
- Camillo Bianchi (n. 1884)
- Carolina Bianchi, vedova Nassimbeni
- Michele Bianchi
- Umberto Bianchi (n. 1885)
- Ambrogio Binda (1870-1938)
- Emilio Bollani (n. 1881)
- Pio Bolzani (m. 1928)
- Pietro Bolzon
- Napoleone Bonafini (n. 1884)
- Francesco Bonavita (1867-1939)
- Andrea Bonduri (n. 1896)
- Nicola Bonservizi
- Ettore Boschi
- Nereo Bosi (1855-1923)
- Piero Bottini (n. 1873)
- Natale Bozzolo (n. 1888)[33]
- Ettore Brambilla
- Giovanni Brambillaschi (1901-1940)
- Giselda Brebbia (1878-1920)
- Italo Bresciani (1890-1964)
- Amedeo Brocchieri (n. 1897)
- Giunio Bruzzesi (n. 1855)
- Amedeo Buttafava (n. 1879)
- Lido Caiani (n. 1890)
- Giacomo Canavesi (n. 1891)
- Decio Canzio Garibaldi (1870-1955)[31]
- Giovanni Capodivacca,[31] redattore de Il Popolo d'Italia, e, ai primi del 1920, protagonista di una clamorosa vertenza sindacale e politica con Mussolini e il suo giornale
- Giuseppe Capurro
- Domenico Carabellese[33]
- Camillo Carcano (n. 1889)
- Mario Carli
- Emilio Casanova (n. 1880)
- Giuseppe Castaman (n. 1883)
- Luigi Natale Cattaneo (1872-1943)[31]
- Matteo Cavallari (n. 1879)
- Giordano Bruno Censi (n. 1891)
- Gino Chiarini[33]
- Alessandro Chiavolini (1889-1958)
- Ernesto Chiesa (1871-1938)
- Mario Chiesa (1898-1940)
- Oreste Cimoroni (1890-1945)
- Giuseppe Colombo
- Giuseppe Conconi (n. 1902)
- Ferruccio Consonni
- Aristide Contessi (1887-1955)
- Erasmo Contreras (1883-1930)
- Giovanni Cornelli (n. 1898)
- Bruno Corradini (1892-1976)
- Michele Costantino (m. 1937)
- Leonardo Cottarelli (n. 1872)[31]
- Araldo di Crollalanza
- Ferruccio Dacò (1887-1945)
- Ernesto Daquanno
- Defendente De Amici (1865-1934)
- Ernesto De Angelis
- Luigi Deffenu
- Antonio Maria Del Grosso (n. 1902)
- Guido Del Latte
- Emilio De Magistris (1867-1953)
- Luigi Filippo De Magistris (1872-1950)
- Luisa Rosalia Dentici (n. 1878)
- Mario Dessy (1902-1979)
- Dante Dini (1878-1957)
- Giovanni Dondena[33]
- Giannello Ercolano[33]
- Luigi Ercolano[31]
- Sebastiano Fabbianini (1882-1946)
- Ottorino Fabbri (n. 1900)
- Sileno Fabbri (1873-1956)
- Aldo Fabbrini (1876-1939)
- Antonio Facchini (1865-1938)
- Vittorio Faillaci (n. 1902)
- Pietro Falletti
- Quintilio Falugi (1876-1934)
- Roberto Farinacci
- Ettore Fasani (n. 1903)
- Benedetto Fasciolo (1887-1968)[31]
- Ferruccio Ferradini (1874-1941)
- Gaetano Ferrara (1897-1944)
- Enzo Ferrari (1880-1961)
- Arturo Fiecchi (1870-1941)
- Aldo Franceschelli (n. 1886)
- Erminio Franzi (1884-1939)
- Alcide Fraschini (1897-1973)
- Giuseppe Fraschini (1871-1939)
- Antonio Frattigiani (n. 1901)
- Achille Funi[33]
- Bartolomeo Fuseri (n. 1873)[33]
- Olao Gaggioli (1897-1965)
- Aurelio Galassi (1878-1933)[31]
- Amleto Galimberti (n. 1880)[33]
- Gino Gallarini (n. 1904)
- Domenico Ghetti (1891-1943)
- Mario Giampaoli (1893-1943 o 1944)[34]
- Ettore Giannello
- Giuseppe Mario Gioda
- Giuseppe Giovannozzi (n. 1881)[33]
- Sandro Giuliani (1885-1945)
- Gino Gobbi (n. 1878-1943)
- Cesare Goldmann
- Gastone Gorrieri (1894-1985)[35]
- Cesare Gradella (n. 1880)
- Giorgio Guglielmi (n. 1881)
- Francesco Jacchetti (1878-1931)
- Piero Jacchia (1884-1937)
- Manlio Jekling (o Ieklin) (n. 1885)
- Luigi Lanfranconi (1882-1938)
- Attilio Longoni, dal 6 maggio 1919 primo segretario nazionale del Fasci Italiani di Combattimento
- Riccardo Luzzatto
- Oreste Mainardi
- Emilio Malaspina (n. 1898)
- Edoardo Malusardi
- Luigi Mangiagalli
- Luigi Manteca
- Mario Marchi (n. 1891)
- Ernesto Marchiandi (n. 1896)
- Giovanni Marinelli
- Filippo Tommaso Marinetti
- Rodolfo Martignoni (n. 1894)
- Angelo Martina (n. 1894)
- Giuseppe Marzagalli (n. 1890)
- Alfredo Giorgio Marzola (n. 1867)
- Cesare Masiero (n. 1888)
- Giovanni Masnata
- Luigi Massaretti (n. 1873)
- Cornelia Mastrangelo Stefanini[33]
- Tito Mazzi (1875-1928)
- Edmondo Mazzucato (1888-1944)
- Giuseppe Mazzucco (n. 1882)
- Eno Mecheri
- Gino Melli (1887-1952)[31]
- Carlo Meraviglia (n. 1891)
- Bruno Michelini (n. 1903)
- Mario Moioli (n. 1873)
- Eucardio Aronne Momigliano (1888-1970)[31]
- Giacinto Carlo Monzini[33]
- Manlio Morgagni
- Celso Morisi (n. 1885-1946), il 6 maggio 1919 diventa membro della prima segreteria nazionale come segretario amministrativo[36]
- Paolo Moroni (n. 1881)
- Arnaldo Mussolini
- Luigi Pacciarini (1902)
- Michele Pacciarini (1853-1939)
- Umberto Pasella
- Sebastiano Patanè (n. 1874)
- Giuseppe Pedalino (1879-1958)
- Gino Pedoja (n. 1905) il più giovane partecipante.
- Giuseppe Pesenti (1884-1962)
- Carlo Peverelli (n. 1887)[33]
- Italo Peyrani (1867-1929)
- Fernanda Peyrani Ghelfi (1877-1967)
- Pacifico Guido Pianigiani (1887-1943)
- Silvestro Piccoli (m. 1940)
- Paolina Piolti De' Bianchi (n. 1865)
- Edoardo Pirani (n. 1897)
- Antonio Pirazzoli (n. 1883)
- Guido Podrecca
- Flavio Porcu (n. 1897)
- Alessandro Pozzi (1901-1944)[33]
- Giovanni Battista Pozzi (1881-1944)
- Carlo Raimondi[33]
- Angelo Ranzanici[31]
- Luigi Razza
- Celso Riva (n. 1884)
- Ubaldo Riva (1888-1963)[31]
- Giovanni Rocca (n. 1879)
- Gino Rocca (1891-1941)
- Carlo Rossi (n. 1888)[33]
- Cesare Rossi
- Giuseppe Rossi[33]
- Cleto Scarani (n. 1891)[31]
- Agostino Scarpa (1874-1924)
- Angelo Scarzi Ranieri
- Virgilio Semino (n. 1883)
- Salvatore Stefanini (n. 1893)
- Gino Svanoni (n. 1899)[33]
- Enzo Tacchini[33]
- Vittorio Tedeschi (m. 1933)[33]
- Ines Tedeschi Norsa[33]
- Giuseppe Tegon (1878-1944)
- Arveno Terno (n. 1901)
- Regina Terruzzi
- Paolo Tettamanti (n. 1876)
- Giovanni Tomassini (n. 1901)
- Ernesto Torrusio
- Alfonso Vajana (1889-1957)[31]
- Ferruccio Vecchi
- Angelo Vergani (n. 1900)
- Menotti Vezzani
- Giuseppe Vicentini[37]
- Vittorio Vitaloni (m. 1928)
- Albino Volpi
- Luigi Zanoncelli (n. 1900)[33]
- Ferdinando Zappi[31]
- Vincenzo Zoppis[33]